# Paraconger
Paraconger is een geslacht van straalvinnige vissen uit de familie van zeepalingen (Congridae). Het geslacht is voor het eerst wetenschappelijk beschreven in 1961 door Kanazawa.

## Soorten
- Paraconger californiensis Kanazawa, 1961
- Paraconger caudilimbatus (Poey, 1867)
- Paraconger guianensis Kanazawa, 1961
- Paraconger macrops (Günther, 1870)
- Paraconger notialis Kanazawa, 1961
- Paraconger ophichthys (Garman, 1899)
- Paraconger similis (Wade, 1946)